# Cinema social
El cinema social fa referència a un gènere cinematogràfic que utilitza el cinema com a medi per a la crítica i denúncia de problemàtiques socials. Les obres que agrupa són aquelles que pretenen la intervenció i transformació social, on s'inclouen tant pel·lícules documentals com obres de ficció. En tots els casos, es tracta d'obres cinematogràfiques que s'alimenten de la realitat per incidir críticament en ella. Se’n diu que els realitzadors que s'emmarquen en el cinema social pensen al mateix com un medi i no com un fi en si mateix; fent de l'audiovisual una expressió del seu compromís social.

## Origen del concepte
Si bé el cinema va abordar problemàtiques socials des dels seus inicis, el concepte de "cinema social" va ser popularitzat pel periodista i historiador del cinema espanyol José María García Escudero en el seu llibre Cine social de l'any 1958.

## Festivals i mostres dedicades al cinema social
- Festival de Cine Social de Concordia, a l'Argentina
- Festival Internacional De Cine Social Castilla-La Mancha,[3] a Espanya
- Festival de Cine Social y Antisocial (FECISO),[4] a Chile
- Mostra de Cine Social Ciudad de Alcoy, a Espanya
- Mostra de Documentales y Cine Social "La Imagen del Sur", a Espanya
- Mostra de Cine Social i Solidari, Colmenar Viejo, Espanya[5]
- Mostra de Cine social organitzada per Cáritas y la Fundación Proclade, a Espanya[6]
- CLAM, Festival Internacional de Cinema Social de Catalunya[7]

## Pel·lícules destacades
- El gran dictador (1940), de Charles Chaplin
- El color púrpura (1985), de Steven Spielberg
- La lengua de las mariposas (1999), de José Luis Cuerda
- Ser y tener (Être et avoir) (2002), de Nicolas Philibert
- Roma (película de 2018), de Alfonso Cuarón